# Gunilla Andersson (skådespelare)
Gunilla Helena Andersson, född 25 november 1958 i Olaus Petri församling, Örebro, är en svensk skådespelare och regissör. Hon är uppväxt i Lidköping.[källa behövs]
Andersson är utbildad vid teaterhögskolan i Malmö 1984–1987. Hon var engagerad vid Skånska Teatern 1987–1993 och har därefter frilansat, vid Röda Kvarn, Helsingborg (1994–1997) och vid Kalmar länsteater (från 2014). Hon driver tillsammans med övriga medlemmar Teater 23 i Malmö där hon sedan vid 1997 medverkat i och regisserat en mängd produktioner.